# Giovanni Benvenuti (violinista)
Giovanni Benvenuti (Bologna, 1640 ca. – Bologna, 11 febbraio 1715) è stato un violinista italiano.

## Biografia
Allievo di Ercole Gaibara, detto ‘del violino’, Giovanni Benvenuti fu dal giugno 1650 violinista della Cappella di san Petronio e di quella del Concerto Palatino a Bologna.
Nel 1684 divenne consigliere dell’Accademia Filarmonica (di cui fu uno dei fondatori). Fu anche didatta e dalla sua scuola emersero musicisti fra i quali Arcangelo Corelli, Bartolomeo Girolamo Laurenti, Giovanni Antonio Badiali, Angelo Maria Donati, Domenico M. Marchesini e Carlo Mazzolini. Fu anche compositore e una sua sinfonia fu eseguita nel 1673, in occasione di una funzione in onore di Sant’Antonio da Padova, ma nessuna delle sue opere è pervenuta ai giorni nostri.